# ジャック・グレベール

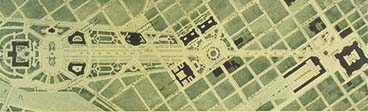
フェアマウントパーク計画。ベンジャミン・フランクリン・パークウェイ、ペンシルバニア州フィラデルフィア（1917年）

ジャック・アンリ・オーギュスト・グレベール（Jacques-Henri-Auguste Gréber, 1882年 - 1962年）は、フランスの建築家、都市計画家、造園家。ジャン＝シャルル・アルファンとジャン＝クロード・ニコラ・フォレスティエを引き継ぎ、パリ市の都市計画の枠組みの中で緑地整備に取り組んだ。特に、シテ島の遊歩道修復を実施、1924年には開発やスプロール委員会の報告者に任命された。その後、20世紀初頭にはカナダで活動、オタワの環状緑地帯を形成させた。また、アメリカでは多くの大規模邸庭園を設計している。作風はボザール式で、近代のデザイン世代ではない。

## 主要実績

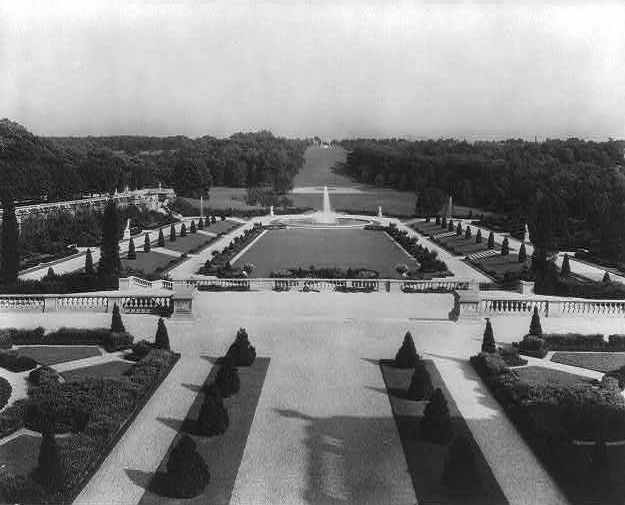
ホワイトマーシュ・ホールの庭園（ペンシルベニア州ウィンドムーア、1916年から1921年／1980年解体）

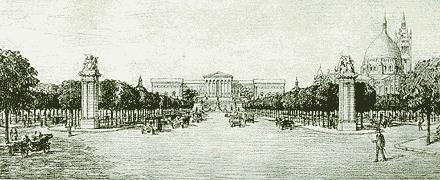
博物館からベンジャミン・フランクリン・パークウェイ、20番通りから見て北西

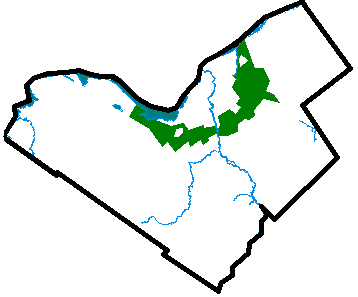
グリーンベルト計画（オンタリオ州オタワ、1950年）

- パリ市内の緑地計画
1920年には要塞の土地開発のためにパリの装飾と拡張をサポート、リール開発計画と都市の拡大のための実績をうける。
- リール、ベルフォール、マルセイユ（1930年）、アブビルおよびルーアン、ヌイイ、ルージュといった都市の計画
- フランスの4つのアメリカの墓地のスケジューリング
1922年にランドスケープ・アーキテクトとして参加。
- ベンジャミン・フランクリン・パークウェイ
1917年のマスタープラン作成。ペンシルベニア州フィラデルフィア。沿道には大規模なフィラデルフィア美術館や博物館が集まる。
- 1937年、パリ芸術技術国際展チーフアーキテクト
再建したトロカデロ庭園と、セーヌ川に、下に大きな噴水の両側から、広いエッフェル塔のビューを開いた。
- 1937年、パリ・ケレルマン公園
- 1939年ニューヨーク国際博覧会マスターアーキテクト
- オタワ・カナダ首都計画。
1937年から第二次世界大戦での中断をはさんで、1945年から1950年まで。都市公園の拡大、公園道路のシリーズ、都市を取り巻くグリーンベルトを含めた整備計画。オタワと地域マスタープランを作成するためにカナダ首相から再度依頼を受ける。地元選出議員の独立した計画の実施および開発に関する対話のフォーラムである資本計画委員会の創設にも参加。
- 1926年独立宣言150周年独立記念館計画
フィラデルフィア、モール北側。アーケードで3面を囲まれ、州を表す各アーチ、偉大なマーブルコート、その中心に自由の鐘パビリオンが含まれている。この案は実施されず、独立モールは別の計画の下で1950年代に制作される。
- ポールCRETフィラデルフィアのロダン美術館
- マギル・カレッジ・アベニュー
モントリオール。1950年代。
- ケベックシティとモントリオール都市計画
カナダ再開発協議会から、都市計画立案者に任命される。1950年から1960年。
- エッソ社最初のオフィスビル建設
息子ピエールと。1961年。
フランス系アメリカ人建築家とのコラボレーション 1926年-1929年。
- フェアモントパークのプロジェクト管理
フィラデルフィア、1917年。1.2平方キロメートルもの広い空間は、街のグリッドに1.2キロから斜めに街路を走らせ、メイン軸の周りに循環の庭園や建物を配置。シティホールとフェアモント公園内に鉄道駅に接続。
- ミズーリ州セントジョセフ広域地方計画
アメリカ合衆国の都市計画顧問

1937年のフィラデルフィアでのベンジャミン・フランクリン・パークウェイのマスタープランで最もよく知られている。1937年のパリ近代生活の国際芸術技術展のマスターアーキテクトを務めて以降は、オタワの計画に着手していたが、1937年から1950年まで戦争のために中断した。1950年代初期にはカナダのモントリオールに権威ある動脈であるマクジル・コルジュ通り（McGill College Avenue）のコンセプトつくりを手がける。フランスでは、とりわけリール、ベルフォール、マルセイユ （1930年）、アベビルとルーアンの2都市間の都市計画に取り組んだ。
このほか、米国最大の私邸のひとつであるホワイトマーシュ・ホールの庭園設計を担当した。

## 経歴
パリ生まれ。ボーヴェ地域に定住した王室芸術家一族で、父は彫刻家アンリ・レオン・グレベール、叔父は陶芸家で彫刻家のヨハン・ペーター・グレベール。
1901年にエコール・デ・ボザールの建築科に入学する。1906年にローマ賞を受賞し、建築の学位を取得する。1909年までローマなどの壮大な古代遺跡の調査を実施するためにローマに赴く。1910年から研究を完了し、米国に向けて出航する。新世界の側で勉強する必要があると考えていた。ドローイングをいくつか発表するなど素晴らしい才能を持ちえていたので、フランスでのプロジェクトのレンダリングで多くのアメリカ人を楽しませており、これをスタイルの"美術"と呼んでいたが、フランスでは用語が異なる意味を持って、それはむしろアカデミックまたは "消防士"を意味していた。
その後のキャリアは、非常にオリジナル色の強いランドスケープアーキテクト、都市プランナーとして名声を得ていくが、こうして彼の名声はフランスに比べて北米で大きくなっていく。最初のころはニューヨーク州ロングアイランドのクラレンス・マッケイ（1990年、ロザリンのハーバーヒル）、ジョセフ・E・ワイドナー（1913年、リンウッド・ホール、ホレース・トランバウアーと）、ペンシルバニア州ウィンドムーアのエドワード・T・ストーツベリー（1914年から1916年）などといったクライアントからのもので、米国プライベート・ガーデンの多くを手がけていた。米国ではほかに技術と建設法やテクニック習得支援のためにフランコ・アメリカンという警察の業務で2つのミッションを担当し、こうして仕事との調査業務で10年ほど費やす。
1920年にフランスに戻り、『アメリカ合衆国の建築』を刊行する。多数のイラストを掲載し自身の論説が書を通じた発表の機会が与えられる。この本は成功し、フランスでの名声の始まりとなる。特に、パリの建築家協会（SADG）の学会で被写体をテーマに講演を重ね、経済的にも恵まれる。1924年にはパリ計画研究所から高度都市研究を教える講師に任命された。80歳で亡くなるまで教えていた。

## 賛辞
グレベールの名前はケベック州ガティノー市の重要な大通りの名に与えられた。
息子ピエールは後継者である。1961年に父と共に、エッソ社のためのラデファンス地区の最初のオフィスビルを建設する。この12階建てのガラスのカーテンウォールの建物は、新しい産業の中心に近く、技術は大きなスラブ上に置かれたはるか上の塔に道を譲るために最初に解体される。
建築家協会に記録を残した。彼の作品はいつも彼の活動に証言するためにそこにいて、彼が働いた都市の文書。彼はいくつかの本と多くの記事を書いている。雑誌 L'Architecture d'aujourd'hui と Urbanism では、多くの記事が彼の仕事と彼の考えを扱っている。
文化省の指示のもと、遺産の保存と目録に依存しているメリメ（Mérimée）データベースは、フランスでの作品に関連して61枚の作品を執筆している。